# اپیکور ۵۹۵۴
سیارک ۵۹۵۴ (به انگلیسی: 5954 Epikouros، نامگذاری:1987QS1) پنج هزار و نهصد و پنجاه و چهارمین سیارک کشف شده‌است که در ۱۹ اوت ۱۹۸۷ کشف شد.
قدر مطلق سیارک برابر ۱۳٫۱۰ است.